# Shin'ya Izumi
Shin'ya Izumi (泉 信也, Izumi Shin'ya), né le 1er août 1937 dans l'ancien bourg de Yoshii, qui fait aujourd'hui partie de la ville d'Ukiha, dans la préfecture de Fukuoka, est un homme politique japonais, membre du Parti libéral démocrate. Il est élu à la Chambre des conseillers du Japon à la proportionnelle nationale depuis 1992, et a été ministre d'État, président de la Commission nationale de sécurité publique également chargé des Situations d'urgence et de la Sécurité alimentaire des cabinets Abe puis Fukuda du 27 août 2007 au 1er août 2008.

## Formation et carrière professionnelle
Ingénieur en génie civil diplômé de l'Université de Kyūshū à Fukuoka en 1962, il entre ensuite au ministère des Transports où il servira pendant 30 ans, notamment dans le domaine du développement et de l'aménagement portuaire. Il entre alors assez tardivement en politique, en 1992.

## Carrière politique
Il est élu pour la première fois à la Chambre des conseillers, la chambre haute de la Diète du Japon, en 1992, à la proportionnelle nationale sur la liste du Parti libéral-démocrate (PLD). Toutefois, dès l'année suivante, il fait partie des nombreux élus de ce dernier qui entrent en dissidence en participant à une majorité anti-PLD.

### La succession des étiquettes politiques
Il adhère alors au Shinseitō, ou « Parti de la Renaissance », formé par 44 anciens parlementaires du PLD et qui constitue alors une tendance réformatrice, néo-conservatrice et néo-libérale au sein de la coalition anti-PLD, sous la direction de Tsutomu Hata (qui est Premier ministre pendant quelques jours en 1994) et d'Ichirō Ozawa.
Il rejoint ensuite à sa formation en 1994 le Shinshintō ou « Parti de la Nouvelle frontière », né de la fusion de l'essentiel des partis formés en 1993 par la plupart des membres de l'ancienne coalition anti-PLD (quelques sociaux-démocrates, les anciens membres du parti Kōmeitō et de plusieurs partis nés des dissidences du PLD, dont le Shinseitō) qui refusent alors de soutenir la nouvelle majorité formée par le Parti socialiste, le PLD et le Nouveau Parti pionnier. En 1998, le Shinshintō explose : certains rejoignent le tout nouveau grand parti d'opposition (centre et centre-gauche), le Parti démocrate du Japon (PDJ), d'autres retournent au PLD tandis que le Kōmeitō renaît de ses cendres. Surtout, les fidèles du leader du Shinshintō, Ichirō Ozawa, suivent ce dernier pour s'engager au sein du Parti libéral. Shin'ya Izumi retourne dès lors dans la majorité dominée par le PLD, sans plus jamais la quitter.
Il change à nouveau d'affiliation politique en 2000 lorsqu'il rejoint le Parti conservateur fondé par des opposants de la ligne politique d'Ozawa, à qui ils reprochent d'être de plus en plus centriste. Rejoints en 2002 par des dissidents du PDJ la tendance à l'orientation à gauche de leur parti, ils créent le Nouveau Parti conservateur (NPC) qui finit par se fondre définitivement dans le PLD en novembre 2003. Au sein de ce dernier, Shin'ya Izumi fait partie, comme la quasi-totalité des anciens du NPC, du Atarashii Nami (新しい波), ce qui signifie « Nouvelle vague », plus connu sous le nom de « Groupe » ou « Faction Nikai », du nom de son leader, Toshihiro Nikai, qui fut le dernier secrétaire général du NPC. Cette faction néo-conservatrice constitue, avec celle du nationaliste Tarō Asō, la tendance la plus à droite du PLD, mais elle en est aussi l'une des plus petites. Izumi est le seul représentant au sein du gouvernement de cette tendance.

### Le spécialiste des questions de Transport
Son combat politique a essentiellement porté sur les questions liées aux transports, domaine qu'il connaît particulièrement bien pour avoir fait sa carrière professionnelle dans ce domaine. Il a ainsi été président de la Commission des Transports de la Chambre des conseillers de 1997 à 1998, puis 1er vice-ministre auprès du ministre du Territoire, des Infrastructures et des Transports du dernier Cabinet de Yoshirō Mori et du premier de Jun'ichirō Koizumi, Chikage Ōgi, de janvier 2001 à septembre 2003.
Mais il ne s'est pas cantonné à ce seul secteur. Il seconde ainsi par la suite, dans le second gouvernement Koizumi de septembre 2003 à septembre 2005, le ministre de l'Économie, du Commerce et de l'Industrie Shōichi Nakagawa.

### Membre du Cabinet
Il reste toutefois pendant longtemps au second plan de la scène politique, jusqu'à ce qu'il soit finalement nommé pour la première fois membre du Cabinet du Japon par Shinzō Abe le 27 août 2007, en tant que président de la Commission nationale de sécurité publique, qui coordonne principalement l'action policière et la politique de sécurité publique au Japon, et ministre d'État des Situations d'urgence et de la Sécurité alimentaire. Il est reconduit un mois plus tard dans le gouvernement Fukuda.
Il s'est surtout fait remarquer pour avoir refusé, lors du passage de la flamme olympique au Japon le 26 avril 2008, que la sécurité de la flamme soit assurée par des agents chinois, déclarant au début du mois d'avril que « par principe, c'est à la police japonaise d'assurer la sécurité. C'est notre rôle de protéger le relais » tout en assurant que tout serait fait « pour empêcher toute action illégale ». Finalement, 4000 policiers ont été déployés sur le passage de la flamme à Nagano.
Ses services ont dû faire face en l'espace de quelques jours, au début du mois de juin 2008, à deux incidents majeurs. Tout d'abord, le massacre d'Akihabara du 8 juin au cours duquel un jeune homme dépressif de 25 ans, Tomohiro Kato, s'est livré à une folle action meurtrière dans le quartier high-tech et très fréquenté d'Akihabara à Tōkyō en tuant 7 personnes et en blessant 10. Cette catastrophe a créé un véritable traumatisme dans un pays considéré comme l'un des plus sûrs au monde, et a fait le tour du monde. Le tueur ayant annoncé ce qu'il allait faire quelques jours auparavant sur internet, Izumi a par la suite proposé que soit développé un logiciel de détection des appels ou revendications criminels sur le web tandis que la cybercriminalité a été l'un des principaux thèmes discutés par les responsables de question de sécurité publique des pays du G8 à Tōkyō le 13 juin 2008.
La seconde catastrophe à laquelle il a particulièrement dû faire face au mois de juin 2008 fut le séisme qui eut lieu le 14 dans le nord d'Honshū, dans les préfectures d'Iwate et de Miyagi, et dont le bilan humain s'établit aujourd'hui à 11 morts et 225 blessés.
Lors du remaniement du gouvernement Fukuda, le 1er août 2008, il n'est pas reconduit dans ses fonctions.

## Controverse
Quelques jours après sa nomination au Cabinet en août 2007, il est touché par un scandale politico-financier. Il aurait en effet reçu 6,6 millions de yens (soit environ 40 000 euros) de la part de compagnies privées qui sont accusées d'avoir ainsi acheté l'obtention de plusieurs marchés publics.